# Halterofilismo nos Jogos Olímpicos de Verão de 2016 - Até 56 kg masculino
A competição da categoria até 56 kg masculino do halterofilismo nos Jogos Olímpicos de Verão de 2016 foi realizada no dia 7 de agosto no Pavilhão 2 do Riocentro.

## Calendário
Horário local (UTC-3)
| Dia         | Horário | Fase    |
| ----------- | ------- | ------- |
| 7 de agosto | 10:00   | Grupo B |
| 7 de agosto | 19:00   | Grupo A |

## Recordes
Antes desta competição, os recordes mundiais e olímpicos da prova eram os seguintes:
| Recorde mundial  | Arranque  | CHN Wu Jingbiao | 139 kg   | Houston, Estados Unidos | 21 de novembro de 2015 |
| Recorde mundial  | Arremesso | PRK Om Yun-chol | 171 kg   | Houston, Estados Unidos | 21 de novembro de 2015 |
| Recorde mundial  | Total     | TUR Halil Mutlu | 305 kg   | Sydney, Austrália       | 16 de setembro de 2000 |
| Recorde olímpico | Arranque  | TUR Halil Mutlu | 137,5 kg | Sydney, Austrália       | 16 de setembro de 2000 |
| Recorde olímpico | Arremesso | PRK Om Yun-chol | 168 kg   | Londres, Reino Unido    | 29 de julho de 2012    |
| Recorde olímpico | Total     | TUR Halil Mutlu | 305 kg   | Sydney, Austrália       | 16 de setembro de 2000 |

Depois da competição, novos recordes foram estabelecidos:
| Arremesso | 169 kg | PRK Om Yun-chol   | Recorde olímpico |
| Arremesso | 170 kg | CHN Long Qingquan | Recorde olímpico |
| Total     | 307 kg | CHN Long Qingquan | ,                |

## Medalhistas
| Ouro   | CHN Long Qingquan      |
| Prata  | PRK Om Yun-chol        |
| Bronze | THA Sinphet Kruaithong |

## Resultados
Participaram do evento 19 halterofilistas.
| Pos.              | Halterofilista               | Grupo | Peso corporal | Arranque (kg) | Arranque (kg) | Arranque (kg) | Arranque (kg) | Arresesso (kg) | Arresesso (kg) | Arresesso (kg) | Arresesso (kg) | Total |
| Pos.              | Halterofilista               | Grupo | Peso corporal | 1             | 2             | 3             | Resultado     | 1              | 2              | 3              | Resultado      | Total |
| ----------------- | ---------------------------- | ----- | ------------- | ------------- | ------------- | ------------- | ------------- | -------------- | -------------- | -------------- | -------------- | ----- |
| Medalha de ouro   | CHN Long Qingquan            | A     | 55.68         | 132           | 135           | 137           | 137           | 161            | 166            | 170            | 170            | 307   |
| Medalha de prata  | PRK Om Yun-chol              | A     | 55.57         | 128           | 132           | 134           | 134           | 165            | 169            | 169            | 169            | 303   |
| Medalha de bronze | THA Sinphet Kruaithong       | A     | 55.43         | 125           | 131           | 132           | 132           | 154            | 157            | 161            | 157            | 289   |
| 4                 | KAZ Arli Chontey             | A     | 55.64         | 125           | 130           | 132           | 130           | 148            | 153            | 154            | 148            | 278   |
| 5                 | VIE Trần Lê Quốc Toàn        | A     | 55.85         | 117           | 121           | 123           | 121           | 148            | 154            | 157            | 154            | 275   |
| 6                 | COL Habib de las Salas       | A     | 55.84         | 113           | 116           | 119           | 119           | 143            | 147            | 150            | 147            | 266   |
| 7                 | ITA Mirco Scarantino         | A     | 55.91         | 115           | 115           | 120           | 115           | 143            | 146            | 149            | 149            | 264   |
| 8                 | DOM Luis García              | B     | 55.56         | 110           | 115           | 118           | 118           | 140            | 145            | 145            | 145            | 263   |
| 9                 | THA Witoon Mingmoon          | A     | 55.67         | 113           | 113           | 116           | 113           | 148            | 151            | 151            | 148            | 261   |
| 10                | GUA Edgar Pineda             | B     | 56.00         | 103           | 108           | 111           | 108           | 140            | 140            | 143            | 143            | 251   |
| 11                | JPN Hiroaki Takao            | B     | 55.90         | 108           | 111           | 111           | 111           | 134            | 138            | 138            | 138            | 249   |
| 12                | TPE Tan Chi-chung            | B     | 55.89         | 110           | 110           | 110           | 110           | 131            | 135            | 138            | 138            | 248   |
| 13                | FIJ Manueli Tulo             | B     | 55.81         | 103           | 106           | 109           | 106           | 130            | 136            | 139            | 136            | 242   |
| 14                | BEL Tom Goegebuer            | B     | 55.74         | 107           | 111           | 113           | 111           | 126            | 130            | 133            | 130            | 241   |
| 15                | NRU Elson Brechtefeld        | B     | 55.62         | 95            | 98            | 101           | 98            | 120            | 125            | 125            | 125            | 223   |
| –                 | VIE Thạch Kim Tuấn           | A     | 55.55         | 130           | 130           | 133           | 130           | 157            | 160            | 160            | DNF            | DNF   |
| –                 | PHI Nestor Colonia           | A     | 55.11         | 120           | 125           | 125           | 120           | 154            | 154            | 154            | DNF            | DNF   |
| –                 | ESP Josué Brachi             | B     | 55.67         | 120           | 120           | 120           | DNF           | –              | –              | –              | –              | DNF   |
| –                 | MGL Osökhbayaryn Chagnaadorj | B     | 55.65         | 103           | 103           | 103           | DNF           | –              | –              | –              | –              | DNF   |

Legenda
| Recorde mundial      | Recorde mundial (World record)               |                       | Recorde africano                      | Recorde africano (African) |                                           | Q | Classificado por posição (Qualified) |
| Recorde olímpico     | Recorde olímpico (Olympic record)            | Recorde da América    | Recorde da América (Americas)         | q                          | Classificado por melhor tempo (Qualified) |   |                                      |
| Melhor marca do ano  | Melhor marca do ano (World leading)          | Recorde asiático      | Recorde asiático (Asian)              | DNS                        | Não largou (Did not start)                |   |                                      |
| Recorde nacional     | Recorde nacional (National record)           | Recorde europeu       | Recorde europeu (European)            | DNF                        | Não terminou (Did not finish)             |   |                                      |
| Recorde pessoal      | Recorde pessoal do atleta (Personal best)    | Recorde da Oceania    | Recorde da Oceania (Oceania)          | DSQ / DQ                   | Desclassificado (Disqualified)            |   |                                      |
| Recorde da temporada | Recorde da temporada do atleta (Season best) | Recorde sul-americano | Recorde sul-americano (South America) | NM                         | Sem marca (No mark)                       |   |                                      |